# Point (unité)
Pour les articles homonymes, voir point.
Le point est une ancienne unité de longueur (cf. pied du Roi), qui vaut généralement 1⁄1 728 pied, soit environ 0,188 mm. Le pied est donc divisé en 12 pouces, eux-mêmes divisés en 12 lignes de 12 points.

## Point typographique
Le point typographique est l’unité de mesure principale de l’imprimerie et la typographie. Sa valeur a varié du simple au double au fil du temps.

### Points français
Dans l’histoire de l’imprimerie, plusieurs tailles de points ont été définies. Certaines ont même coexisté.
- Le point Truchet : créé par Sébastien Truchet (1657-1729). Sa taille est de 1⁄1728 d’un pied du roi, soit environ 0,187 985 755 mm.
- Le point Fournier : créé en 1737[1], par Pierre-Simon Fournier (1712-1768). Sa taille est de 1⁄864 d’un « pied » arbitraire (0,298 m), soit environ 0,345 mm.
- Le point Didot : créé en 1770 par François-Ambroise Didot. Sa taille est approximativement de 0,375 971 510 mm, bien qu’il en existe certaines variantes :
  - 0,376 065 mm (0,0249 % plus large), valeur traditionnellement utilisée en imprimerie européenne.
  - 0,376 000 mm (0,0076 % plus large), utilisé par Hermann Berthold et bien d’autres. Le standard industriel de fait des producteurs de matériel en imprimerie. Par la loi de 1879 : 1 m = 2 660 points[2].
  - 0,375 940 mm (0,0084 % plus petit), soit 266 points par 100 mm. Utilisé par Jan Tschichold (1902-1974).
  - 0,375 000 mm (0,2584 % plus petit), proposé en 1975 par l’ISO, mais jamais adopté en fait, car incompatible avec le matériel existant.
- Le point de l’Imprimerie nationale française (point « IN »), qui vaut 0,398 7 millimètre[3],[4], est un nouveau standard opérationnel, car suffisamment distinct du standard ancien. Malgré tout, il n’a jamais réussi à se faire prévaloir par ailleurs.

Peu à peu, principalement en raison de l’essor de l’informatique, le point Didot disparaît au profit du point pica.

### Point DTP ou point pica
Le point DTP (Desktop Publishing point), souvent appelé point pica, vaut 1⁄12 de pica. Le pica valant lui-même 1⁄6 de pouce, le point DTP vaut 1⁄72 de pouce.
Le point pica mesure exactement 25,4⁄72,27 mm, c'est-à-dire  0,351 459 8 mm, ou 0,94 point Didot, alors que le Gros Point (bp de big point) mesure réellement 25,4⁄72 mm, c'est-à-dire 0,352 777 8 mm.
Actuellement, le point pica a tendance à prendre le pas sur le point Didot (d’autant que les deux unités sont du même ordre de grandeur), principalement à cause de la PAO, qui utilise majoritairement des programmes d’origine anglo-saxonne, basés implicitement sur des picas. Malgré tout, certains programmes et certaines machines utilisent toujours les points traditionnels, parfois les deux puisque certains logiciels acceptent l’unité c ou p selon le point désiré.

Représentation d’un typomètre avec, en haut, les millimètres (subdivisés en demi-millimètres) et, en bas, les points picas, regroupés par trois, six et douze points.

### Approximations pourrègles de trois
Quand on ne dispose pas de typomètre, picamètre ou autre règle spécialisée, mais seulement d’une banale règle graduée en millimètres et d’une calculette, on peut se contenter des approximations suivantes :
- 31 cicéros (ou 31 × 12 points Didot) valent presque exactement 140 mm (cette approximation était d’ailleurs employée sur les tables de montage lumineuses avant la généralisation de la PAO).
- 189 picas (ou 189 × 12 points pica) valent presque exactement 800 mm.

## Multiples du point
Un cicéro, soit 1⁄72 d’un pied français équivaut à 12 points Didot.
De nos jours, un pica, soit 1⁄6 de pouce anglais moderne équivaut à 12 points DTP.